# Ballon d'or 2016
Navigation
Édition précédente Édition suivante
Le Ballon d'or 2016 est la 61e édition du Ballon d'or. Il récompense le meilleur footballeur de l'année 2016 pour le magazine France Football.

## Retour aux sources
Ce Ballon d'or 2016 est le premier organisé depuis la non-reconduction de l'accord entre la FIFA et l'hebdomadaire France-Football.
Cela fait suite aux critiques de nombreux journalistes de ce sport, dont Jacques Ferran le dernier survivant du créateur du trophée, régulièrement invité aux cérémonies de remise à Zurich; en 2014, c'est lui qui avait recommandé que soit décerné un prix spécial pour Pelé.

Michel Platini les avait rejoints dès 2013 et ils ont donc fini par obtenir satisfaction puisque ces spécialistes sont à nouveau les seuls à voter pour son attribution même si, en cette année de l'Euro et de la Copa America, les deux favoris demeurent les mêmes quelle que soit la formule adoptée.

## Déroulement du vote
Pour ce premier Ballon d'or depuis la fin de la collaboration entre France Football et la FIFA, les sélectionneurs et capitaines des sélections ne participent plus au vote. Seul un panel de journalistes confirmés, sélectionnés par France Football, peuvent participer à l'élection du vainqueur.
Comme c'est le cas depuis presque neuf ans, les deux favoris à la victoire finale sont le quintuple Ballon d'or, Lionel Messi, et le triple Ballon d'or, Cristiano Ronaldo, les deux plus grands vainqueurs de l'histoire du Ballon d'or depuis sa création.

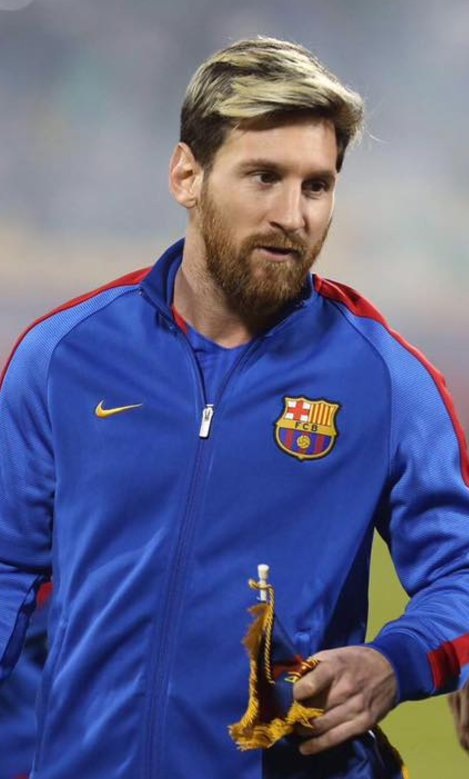
Lionel Messi en 2016

Cette fois-ci, Cristiano Ronaldo est favori pour remporter le trophée pour la quatrième fois, ce qui lui permettrait de revenir à une longueur de son rival au palmarès du Ballon d'Or. Vainqueur de la Ligue des Champions et de l'Euro 2016 organisé en France, il réalise une de ses meilleures saisons depuis sa première apparition au sommet du football mondial, en 2008. Lionel Messi peut donc difficilement lui contester une nouvelle victoire et devra lui rendre le trophée, lui qui avait gagné la dernière édition du Ballon d'or. Malgré son doublé national Liga-Coupe du Roi, avec une énorme saison individuelle encore une fois, ses défaites en quarts de Ligue des Champions et en finale de Copa América lui seront fatales. Antoine Griezmann est l'outsider de cette édition au Ballon d'or. Il réalise une très bonne saison, inscrivant de nombreux buts décisifs notamment contre le Barça de Messi en quarts de finale de Ligue des Champions, mais aussi lors de l'Euro 2016, compétition de laquelle il finira meilleur joueur et meilleur buteur. Néanmoins, ses échecs en finale de la Ligue des Champions et en finale de l'Euro, les deux fois contre Ronaldo, et son absence de trophée sur l'année 2016 empêchent les journalistes de le placer plus haut qu'à la dernière marche du podium.

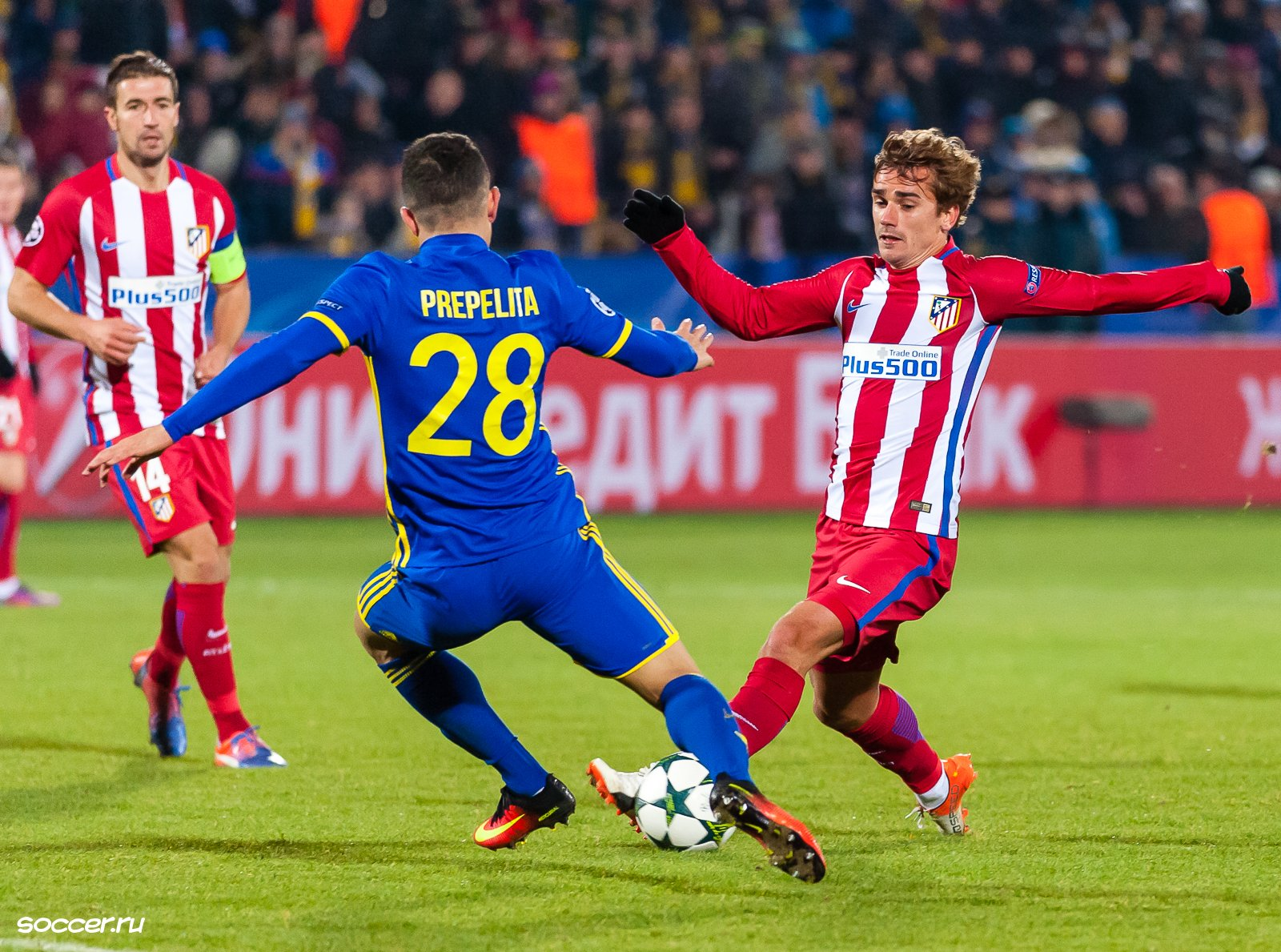
Antoine Griezmann en 2016

D'autres joueurs comme Luis Suárez, pichichi et Soulier d'or européen, Neymar et Gareth Bale, vainqueur de la Ligue des Champions et ayant mené le Pays de Galles jusqu'en demi-finale de l'Euro, sont aussi cités parmi les prétendants au trophée.  
Cristiano Ronaldo remporte le trophée avec 47,85 % des votes et le récupère après être arrivé deuxième l'année précédente.

## Classement complet
Les résultats sont :
| Rang | Nom                       | Club                                  | Sélection nationale | Points | %       |
| ---- | ------------------------- | ------------------------------------- | ------------------- | ------ | ------- |
| 1    | Cristiano Ronaldo         | Real Madrid                           | Portugal            | 745    | 47,85 % |
| 2    | Lionel Messi              | FC Barcelone                          | Argentine           | 316    | 20,30 % |
| 3    | Antoine Griezmann         | Atlético Madrid                       | France              | 198    | 12,72 % |
| 4    | Luis Suárez               | FC Barcelone                          | Uruguay             | 91     | 5,84 %  |
| 5    | Neymar                    | FC Barcelone                          | Brésil              | 68     | 4,37 %  |
| 6    | Gareth Bale               | Real Madrid                           | Pays de Galles      | 60     | 3,85 %  |
| 7    | Riyad Mahrez              | Leicester City                        | Algérie             | 20     | 1,28 %  |
| 8    | Jamie Vardy               | Leicester City                        | Angleterre          | 11     | 0,71 %  |
| 9    | Gianluigi Buffon          | Juventus FC                           | Italie              | 8      | 0,51 %  |
| 9    | Pepe                      | Real Madrid                           | Portugal            | 8      | 0,51 %  |
| 11   | Pierre-Emerick Aubameyang | Borussia Dortmund                     | Gabon               | 7      | 0,45 %  |
| 12   | Rui Patrício              | Sporting CP                           | Portugal            | 6      | 0,39 %  |
| 13   | Zlatan Ibrahimović        | Paris Saint-Germain Manchester United | Suède               | 5      | 0,32 %  |
| 14   | Paul Pogba                | Juventus FC Manchester United         | France              | 4      | 0,26 %  |
| 14   | Arturo Vidal              | Bayern Munich                         | Chili               | 4      | 0,26 %  |
| 16   | Robert Lewandowski        | Bayern Munich                         | Pologne             | 3      | 0,19 %  |
| 17   | Toni Kroos                | Real Madrid                           | Allemagne           | 1      | 0,06 %  |
| 17   | Luka Modrić               | Real Madrid                           | Croatie             | 1      | 0,06 %  |
| 17   | Dimitri Payet             | West Ham United                       | France              | 1      | 0,06 %  |
| 20   | Sergio Agüero             | Manchester City                       | Argentine           | 0      | 0 %     |
| 20   | Kevin De Bruyne           | Manchester City                       | Belgique            | 0      | 0 %     |
| 20   | Paulo Dybala              | Juventus FC                           | Argentine           | 0      | 0 %     |
| 20   | Diego Godín               | Atlético Madrid                       | Uruguay             | 0      | 0 %     |
| 20   | Gonzalo Higuaín           | SSC Naples Juventus FC                | Argentine           | 0      | 0 %     |
| 20   | Andrés Iniesta            | FC Barcelone                          | Espagne             | 0      | 0 %     |
| 20   | Koke                      | Atlético Madrid                       | Espagne             | 0      | 0 %     |
| 20   | Hugo Lloris               | Tottenham Hotspur                     | France              | 0      | 0 %     |
| 20   | Thomas Müller             | Bayern Munich                         | Allemagne           | 0      | 0 %     |
| 20   | Manuel Neuer              | Bayern Munich                         | Allemagne           | 0      | 0 %     |
| 20   | Sergio Ramos              | Real Madrid                           | Espagne             | 0      | 0 %     |